# Kápolnai Iván
Kápolnai Iván (Mezőkövesd, 1925. június 8. – Budapest, 2014. március 17.) magyar statisztikus, közgazdász, művelődés- és gazdaságtörténész, könyvtáros.

## Életpályája
Apai ősei Gömör és Kis-Hont vármegyéből származtak, a 18. században telepedtek Kápolnára. Anyai ősei Árvából származtak. Apja kereskedő volt, anyja tanítóképzőt végzett.
Elemi és középiskolai tanulmányait Mezőkövesden végezte; a Szent László Gimnáziumban érettségizett. 1943-ban a budapesti Pázmány Péter Tudományegyetem állam- és jogtudományi karának hallgatója lett. Oktatói közül a filozófus Kornis Gyula és Brandenstein Béla, a történész Mályusz Elemér és Szekfű Gyula, a szociológus Dékány István és az irodalomtörténész Horváth János volt rá nagy hatással. 1947-ben szerezte meg a jogi abszolutóriumot, 1948-ban summa cum laude minősítésű állam- és jogtudományi doktori oklevelét. Ugyanebben az évben Laky Dezső javaslatára felvették a Központi Statisztikai Hivatalba, ahol a Mádai Lajos-vezette bűnügyi statisztikai csoport munkatársa lett. Év végén elbocsátották, néhány hónap múlva visszavették, majd 1949 végén ismét megszüntették munkaviszonyát.
1950-ben a Gránit Csiszolókorong- és Kőedénygyár statisztikusa, tervkészítő munkatársa lett. Később ipargazdasági vizsgálatokat végzett. 1963–1964-ben a Finomkerámia-ipari Országos Vállalat KGST-ügyintézője volt. 1964-től az Építésgazdasági és Szervezési Intézetben dolgozott. 1972-ben gazdasági tanácsadói címmel visszakerült a statisztikai hivatalba. Később – Dányi Dezső igazgató hívására – a hivatal könyvtárának tudományos főmunkatársa, majd olvasószolgálati osztályvezetője lett. Innen vonult nyugdíjba 1983-ban. 1992-ben Pro Urbe Mezőkövesd, 2013-ban a Mezőkövesd díszpolgára kitüntetést kapta.

## Munkássága
Közel háromszáz – zömmel történeti statisztikai, népesség-, gazdaság- és helytörténeti – publikáció szerzője volt. 1958-ban látott napvilágot  Mezőkövesddel kapcsolatos első tanulmánya. Évtizedeken át folytatott helytörténeti kutatásait Mezőkövesd és környéke című kétkötetes művében összegezte. Több tanulmányban értekezett Bél Mátyás életéről és munkásságáról. A Grafikon című lapban portrésorozatban emlékezett meg a kiemelkedő magyar statisztikusokról; monográfiát szentelt Barsy Gyulának és Móricz Miklósnak. Irodalom- és – Papp Zoltán felkérésére – orvostörténeti tárgyú cikkeket, könyvfejezeteket is írt.

## Díjai, elismerései
- Pro Urbe Mezőkövesd (1992)
- Fényes Elek-emlékérem (1997)
- Mezőkövesd díszpolgára (2013)

## Főbb művei
- Export-import elemzés az üvegiparban (Budapest, 1967)
- A Budapesti Porcelángyár 75 éve (Budapest, 1970)
- A Gránit gyár 50 éve (Budapest, 1972)
- A holland gazdasági tervezés kérdései (Budapest, 1974)
- A jugoszláv statisztikai rendszer fejlődése (Budapest, 1974)
- Az Osztrák Központi Statisztikai Hivatal szervezete és tevékenysége (Budapest, 1974)
- Barsy Gyula. Biográfia (Budapest, 1989)
- Országgyűlési képviselőválasztások és képviselők a mezőkövesdi térségben, 1848–2001 (Szlovák Sándorral; Budapest, 2001)
- Ausztria népességi viszonyai a 19. században (Budapest, 2002)
- Mezőkövesd és környéke. Népességi és gazdasági-társadalmi viszonyok a 20. század végéig I–II. (Budapest, 2002)
- Móricz Miklós. Egy statisztikus, irodalomtudós, szerkesztő, nyomdász, gazdaság- és társadalomkutató életműve (Budapest, 2008)

## Külső hivatkozások
- Kápolnai Iván adatlapja Archiválva 2011. december 28-i dátummal a Wayback Machine-ben